# Неприкасаемая
«Неприкасаемая» (хинди सुजाता, англ. Sujata) — индийский фильм на языке хинди режиссёра Бимала Роя, вышедший в прокат в 1959 году. Основан на одноимённой новелле бенгальского писателя Субодха Гхоша. Вошёл в программу Каннского кинофестиваля 1960 года. Был награждён сертификатом Национальной кинопремии как третий лучший фильм года. По результатам кассовых сборов получил статус «полухит». Вышел в широкий прокат в СССР в 1963 году.

## Сюжет
Супружеская пара из касты брахманов, воспитывающие собственную дочь, усыновляют осиротевшую девочку из касты неприкасаемых и дают ей имя Суджата. Родная и приемная дочери растут вместе как сёстры. Однако приемная мать так и не смогла принять девочку из-за её низкого происхождения. Ситуация накаляется, когда жених родной дочери Рамы влюбляется в Суджату и решает жениться на ней.

## В ролях
- Нутан — Суджата, приемная дочь Чаудхари
- Сунил Датт — Адхир
- Шашикала — Рама Чаудхари, родная дочь
- Сулочана Латкар — Чару Чаудхари, мать
- Тарун Бос[англ.] — Упендранат Чаудхари, отец
- Лалита Павар — Гарибала, бабушка Адхира
- Асит Сен — пандит Бхавани Шанкар Шарма
- Сангхви — доктор Санги

## Саундтрек
Все тексты написаны Маджрухом Султанпури, вся музыка написана С. Д. Бурманом.
| №  | Название                              | Исполнители           | Длительность |
| -- | ------------------------------------- | --------------------- | ------------ |
| 1. | «Sun Mere Bandhu Re Sun Mere Mitwa»   | С. Д. Бурман          | 2:47         |
| 2. | «Bachpan Ke Din»                      | Аша Бхосле, Гита Датт | 3:15         |
| 3. | «Tum Jiyo Hazaron Saal»               | Аша Бхосле            | 3:13         |
| 4. | «Wah Bhai Wah»                        | Мохаммед Рафи         | 2:39         |
| 5. | «Hawa Dheere Se Aana»                 | Гита Датт             | 2:45         |
| 6. | «Jalte Hain Jiske Liye»               | Талат Махмуд          | 4:06         |
| 7. | «Kali Ghata Chhaye Mora Jiya Tarsaye» | Аша Бхосле            | 3:59         |
| 8. | «Jiyo Hazaro Saal»                    | Гита Датт             | 3:02         |

## Награды
- Номинация на Золотую пальмовую ветвь на кинофестивале в Каннах
- Сертификат Национальной кинопремии за третий лучший фильм года[4]
- Filmfare Award за лучший фильм[5]
- Filmfare Award за лучшую режиссуру — Бимал Рой[5]
- Filmfare Award за лучшую женскую роль — Нутан[5]
- Filmfare Award за лучший сюжет — Субодх Гхош[5]